# Казанские высшие женские курсы
Казанские Высшие женские курсы — высшее учебное заведение Российской империи в Казани.
На казанских курсах обучались 575 женщин, из которых около двухсот окончили курс с дипломом.

## История
Женские курсы в Казани, на то время Казанская губерния Российской империи, открылись в 1876 года по ходатайству учёного — профессора Николая Васильевича Сорокина. По этому ходатайству 8 мая 1876 года вышло министерское разрешительное распоряжение, но с оговорками: в виде опыта на два года. Условия поступления, объём предметов, характер курсов с их общеобразовательными задачами, размер платы — все это было аналогично Московских и Казанских курсов. По прошествии установленного срока в журнале «Женское образование» профессором Н. А. Осокиным был опубликован отчет об успехах, в котором утверждалось, что курсы первого года «превзошли ожидания».
Первоначально они были устроены по образцу курсов В. И. Герье, но в 1879 году последовало подразделение общеобразовательной программы курсов на два отделения (специальности): словесно-историческое и физико-математическое. На словесно-историческом отделении преподавались: русская грамматика и история русской литературы, естествоведение, всеобщая история, русская история, история физико-математических наук, история философии, эстетика, немецкая литература, английский язык, гигиена. Курс физико-математического отделения составляли: естествоведение, геометрия, приложение алгебры к геометрии, география, физика, история философии, гигиена, химия, история физико-математических наук, английский язык. В качестве необязательного предмета с 1884 года преподавался латинский язык. В новой программе курсов заметно было стремление примирить специализацию высшего образования с общеобразовательной целью; в этом отношении казанские курсы стоят несколько особняком от всех других курсов.
Материальные средства казанских курсов были весьма скудны — при них не было и попечительного комитета, следовательно, и добровольных пожертвований. Как учебная, так и вся хозяйственная часть лежала на педагогическом совете, в котором последовательно председательствовали профессора: Н. А. Фирсов (1876—1877 годы), Н. А. Осокин (1877—1880 годы), С. М. Шпилевский (1880—1882) и Н. В. Сорокин (с 1882 года). В Казани профессора были и первыми работниками курсов, и первыми жертвователями. На вознаграждение за чтение лекций обращалось, соответственно числу часов, лишь то, что оставалось от покрытия других расходов по курсам (свой гонорар за слушание лекций многие профессора жертвовали в пользу курсов и в других городах, например в Петербурге); при этом часы практических занятий (а обилие их составляло отличительную черту казанских курсов) в расчет не принимались. Казанские курсы не имели даже своей аудитории; лекции читались по вечерам в здании Казанского университета. Отсутствие серьёзной материальной базы стало удобным формальным поводом для запретительных решений, в результате которых с 1886 года прием слушательниц на Казанские высшие женские курсы был закрыт.
Спустя почти десятилетие после закрытия курсов, группа профессоров Казанского университета предприняла новые шаги для восстановления КВЖК. Было написано прошение в адрес попечителя Казанского учебного округа В. А. Попова, в котором подписалось 15 человек. Не получив в результате длительной переписки положительного решения, один из подписантов прошения — профессор Николай Алексеевич Осокин — 2 ноября 1895 года обратился напрямую в Министерство народного просвещения Российской империи. Только в октябре 1906 года в ответ на очередное ходатайство казанских профессоров было получено разрешение на открытие женских курсов в составе историко-филологического факультета Казанского университета.
Реорганизованные курсы имели два отделения: историко-общественное, а также языка и литературы. В 1916 году при курсах открыт педагогический семинарий для подготовки слушательниц к педагогической деятельности. В 1920 году, во время Гражданской войны, Казанские женские курсы были ликвидированы.
В Национальном архиве Республики Татарстан находятся документы, относящиеся к Казанским высшим женским курсам.